# 西市场街道 (平顶山市)
西市场街道，是中华人民共和国河南省平顶山市新华区下辖的一个乡镇级行政单位。

## 行政区划
西市场街道下辖以下地区：
团结路社区、三七街社区、优胜街社区、红旗街社区、矿前街社区、张泉庄村和武庄村。